# Антунес Монсон, Луис
Луис Анту́нес Монсо́н (исп. Luis Antúnez Monzón; 1845, Лас-Пальмас — 29 декабря 1915, Барселона) — канарский политик, гражданский губернатор Барселоны в конце XIX века.

## Биография
Луис был гражданским губернатором нескольких городов: Оренсе, Кордовы, Льейды, Мадрида и Барселоны. Губернатором последнего города он был с 1886 по 1890 год. Он известен тем, что соединил канализационную сеть Грасии с канализационной сетью Барселоны, в результате чего район Грасия практически не подвергался наводнениям.
Ещё он продвигал важные политические кампании в Лас-Пальмас-де-Гран-Канария, в том числе тех, которые установили первый паровой трамвай между Лас-Пальмасом и портом Банко-де-Кастилья, который позже преобразовали в электрический. Он также построил школы и внёс заметный вклад в Асило-де-Сан-Хосе[уточнить]. Он оставил значительную сумму на строительство церкви Нуэстра-Сеньора-дель-Пино на острове Санта-Каталина, где покоятся его останки.